# Долно Новково
Долно Новково е село в Североизточна България. То се намира в община Омуртаг, област Търговище.

## География
Селото се намира в областта Герлово. Формите на релефа са разнообразни, а почвите плодородни.

## История
Теренно археологическо проучване по брега на язовир Тича, долината на река Голяма Камчия и по-малките ѝ притоци разкрива на 1,5 км източно от селото селищна могила от халколита, с диаметър 80 м и височина до 16 м.